# Карлин, Альма
Альма Ида Вилибальда Максимилиана Карлин (словен. Alma Ida Wilibalda Maximiliana Karlin; 12 октября 1889, Целе, — 15 января 1950, Печовник) — словенско-австрийская путешественница, писательница, поэтесса, коллекционер, полиглот и теософистка.

## Биография
Альма Карлин родилась в штирийском городе Целе (ныне часть Словении), который в то время входил в Австро-Венгрию. Она была дочерью Якоба Карлина, майора австро-венгерской армии, и учительницы Вилибальды Михеляк. Её отец умер, когда Альме было восемь лет. Альма росла в среде, в которой преобладающим языком был немецкий, и считала себя в основном австрийкой, а не этнической немкой или словенкой.
После окончания средней школы в Граце она отправилась в Лондон, где продолжила своё образование. Она изучала английский, французский, латинский, итальянский, норвежский, датский, финский, русский и испанский языки. В последующие годы она также изучала персидский, китайский и японский языки. Альма Карлин также провела полгода в Париже, где посещала различные языковые курсы в Сорбонне. Именно в то время она начала работу над своим (неопубликованным) словарём десяти языков, в том числе словенского.
В начале Первой мировой войны в 1914 году Карлин пришлось переехать в Швецию и Норвегию, поскольку она считалась персоной нон грата в Великобритании из-за своего австрийско-венгерского гражданства. В Скандинавии она познакомилась со шведской писательницей Сельмой Лагерлёф, которая была настолько впечатлена Карлин и её творчеством, что выдвигала её на Нобелевскую премию.
В 1919 году она вернулась домой, в Целе, тогда уже входившем в состав Королевство Югославия. Однако почти сразу же после этого она начала собирать деньги для следующего путешествия. С этой целью Карлин открыла языковую школу в Целе, где преподавала до десяти часов в день, а в свободное время занималась живописью и писательством. 24 ноября 1919 года она вновь покинула родной город, отправившись на этот раз в девятилетнее кругосветное путешествие. Карлин посетила Южную и Северную Америки, тихоокеанские острова, Австралию и различные азиатские страны. Последним пунктом в её кругосветном путешествия стала Индия.
В январе 1928 года по просьбе умирающей матери Альма Карлин вернулась домой, будучи сама измученной физическим недугом и глубокой депрессией. Больше она никогда не путешествовала. Большую часть времени она посвящала писательству. Около 1934 года Карлин начала проявлять живой интерес к изучению теософии. В последующие годы, особенно во время Второй мировой войны, она приобщилась к католицизму.
Карлин описала свое путешествие в сотнях отчётов, опубликованных в различных журналах и газетах, включая «Cillier Zeitung», газету немцев в Целе, и немецкие «Neue Illustrierte Zeitung» и «Der Deutschen Bergknappe». Вернувшись домой, она написала множество художественных и нехудожественных произведений. Она писала по-немецки до прихода нацистов к власти в Германии, когда она отказалась от немецкого языка в знак протеста. В Германии её книги сжигались нацистами. Карлин также писала на английском для англоязычных областей. В 1937—1938 годах франко-немецкий журналист и антинацистский писатель Ганс Иоахим Бонсак скрывался в её доме.
Вскоре после вторжения стран «оси» в Югославию в апреле 1941 года и немецкой оккупации нижней Штирии Карлин была арестована и отправлена в Марибор, где ждала экстрадиции в Сербию вместе с тысячами словенцев. Она была освобождена благодаря активному вмешательству своей подруги Теи Гамелен. Она смогла вернуться в Целе, где оставалась под домашним арестом. Весной 1944 года она решила бежать в южную словенскую область Белая Карниола, которая контролировалась словенским партизанами. Несмотря на тяжёлую болезнь, коммунисты-партизаны не позволили ей вылететь в оккупированный союзниками город Бари на юге Италии. Вместо этого её перевезли в Далмацию, где она оставалась до конца войны, после чего вернулась в Целе. Альма Карлин умерла от рака груди и туберкулёза 14 января 1950 года в селе Печовник, в окрестностях Целе, и была похоронена рядом с Теей Шрайбер Гамелен (1906—1988) на Светинском кладбище.
В результате своей деятельности Альма Карлин невольно стала ещё и коллекционером и этнологом. Большинство предметов, приобретённых её во время путешествий, она отправляла домой, где позже основала небольшой частный музей. Некоторые из экспонатов в настоящее время находятся в региональном музее Целе. Многие из её работ ещё не опубликованы; большинство из них хранятся в Национальной и университетской библиотеке Словении и в Берлинской государственной библиотеке.
Биографический роман об Альме Карлин «Гражданка мира» (нем. Die Weltbürgerin) опубликовал словенский писатель Милан Деклева